# Mohammad Nosrati
Mohammad Nosrati (* 11. Januar 1982 in Karadsch) ist ein iranischer ehemaliger Fußballspieler.

## Karriere

### Jugend
Nosrati begann mit dem Fußballspielen in seiner Heimatstadt bei Keshavarz Karaj. Dort wurde er entdeckt und kam in die Hauptstadt Teheran zu Keshavarz Tehran, ehe er in die Jugendabteilung des Erstligisten Pas Teheran wechselte.

### Vereinskarriere
Nach einem einjährigen Abstecher zu Abu Moslem Mashhad spielte Nosrati ab 2001 wieder bei Pas Teheran. Dort wurde er zu einer der Stützen der Mannschaft, die 2004 iranischer Meister wurde. Schnell wurden verschiedene europäische Klubs auf ihn aufmerksam, Angebote u. a. von Dinamo Zagreb lehnte er aber ab, da er in einer besseren Liga spielen wollte. 2005 verstummten die Wechselgerüchte, als er einen neuen Dreijahresvertrag bei Pas unterschrieb. Nachdem Pas Teheran aufgelöst wurde und der Verein nach Hamadan umzog, wechselte Nosrati zum iranischen Rekordmeister Persepolis Teheran und wurde in der letzten Saison Iranischer Meister. Nach nur einem Jahr verließ er den Hauptstadtklub und unterschrieb im August 2008 einen Einjahresvertrag bei Al-Nasr Sports Club Dubai in den V.A. Emiraten. Ab 2010 spielte er wieder in seiner Heimat bis zum Karriereende 2018.

### Internationale Karriere
2002 gab Nosrati sein Debüt in der iranischen Nationalmannschaft bei einem Spiel gegen Jordanien. Im selben Jahr war er Teil der Mannschaft, die bei den Asienspielen Gold holte.
In der Qualifikation zur Weltmeisterschaft 2006 gelang ihm nach Flanke von Ferydoon Zandi per Kopfball das entscheidende Tor gegen Bahrain, das die Teilnahme sicherstellte. Anschließend gehörte er auch zum Aufgebot für das Turnier und bestritt alle drei Spiele beim für den Iran enttäuschend verlaufenen Turnier.